# 忠貞王
忠貞王（たださだおう、弘仁11年（820年） - 元慶8年8月27日（884年9月20日））は、平安時代初期から前期にかけての皇族。桓武天皇の皇孫。二品・賀陽親王の子。官位は正四位下・参議。

## 経歴
文徳朝末の天安2年（858年）二世王の蔭位により无位から従四位下に直叙される。
貞観3年（861年）大学頭、貞観5年（863年）中務大輔と清和朝初頭は京官を歴任する。貞観6年（864年）摂津守に任ぜられて地方官に遷り、任期中の貞観9年（867年）従四位上に叙せられる。貞観12年（870年）弾正大弼として一時京官に復すが、貞観13年（871年）大和守、貞観14年（872年）播磨守、貞観19年（877年）正四位下・河内守と清和朝後半から陽成朝初頭にかけて再び地方官を歴任した。
元慶3年（879年）参議に任ぜられ公卿に列し、議政官として宮内卿・刑部卿などを兼ねた。元慶8年（884年）8月27日卒去。享年65。最終官位は参議刑部卿正四位下兼行近江守。

## 人物
容貌は非常に醜かったが、高邁な志を持っていた。幼い頃から大学で学び、『五経』はあらかた読破していた。官吏としての才能が優れていると称賛され、地方官を歴任したが、硬軟を兼ね備えた政治により民を上手く統制した。また美声で朝廷で最も優れていると言われたという。

## 官歴
注記のないものは『六国史』による。
- 天安2年（858年） 正月7日：従四位下（直叙）
- 貞観3年（861年） 3月8日：大学頭
- 貞観5年（863年） 2月16日：中務大輔
- 貞観6年（864年） 正月16日：摂津守
- 貞観9年（867年） 正月7日：従四位上
- 貞観12年（870年） 2月21日：弾正大弼
- 貞観13年（871年） 正月29日：大和守[1]
- 貞観14年（872年） 4月6日：播磨守[1]
- 貞観19年（877年） 正月3日：正四位下。正月15日：河内守[1]
- 元慶2年（878年） 8月14日：大和守
- 元慶3年（879年） 10月25日：参議
- 元慶4年（880年） 2月21日：宮内卿[1]
- 元慶5年（881年） 2月15日：刑部卿兼美濃権守
- 元慶6年（882年） 2月3日：兼近江守、刑部卿如元
- 元慶8年（884年） 8月27日：卒去（参議刑部卿正四位下兼行近江守）